# Laemodonta octanfracta
Laemodonta octanfracta is een slakkensoort uit de familie van de Ellobiidae. De wetenschappelijke naam van de soort is voor het eerst geldig gepubliceerd in 1845 door Jonas.